# 斯坦因門
48°24′35″N 15°35′47″E / 48.40972°N 15.59639°E
斯坦因門（德語：Steiner Tor）是位於奥地利瓦豪谷地多瑙河畔克雷姆斯一座保存完好的古城門，被认为是這座城市的標誌性建築，直至今日多瑙河畔克雷姆斯市區還有兩座城門：Kremser Tor和Linzer Tor。城門最初建立於15世纪末期，但後來改為巴洛克式风格 ，在19世纪末期以前，克雷姆斯城鎮周遭有围墙環繞著，因為城市的擴張，圍牆和另外三個城門被拆除。2005年，為庆祝取得城市权利的700周年，斯坦因門被復原，盡可能地呈現原來的樣貌。

## 外型
城門的兩側是塔樓，和城門較下層的樓層一樣，可以追溯到中世紀晚期。拱門的右側是一個小石頭紋章，提到皇帝腓特烈三世的座右銘：A.E.I.O.U. 以及以羅馬數字寫成的1480。據信這個數字是這個城門恢復防禦工事的時間，因為該城門在1477年遭到匈牙利軍隊破壞。
塔樓的建造則更接近現代，由一個紀年銘文可以知道它建於1756年，為玛丽亚·特蕾莎統治的巴洛克時期。城門中間有一個哈布斯堡君主國瑪麗亞·特蕾莎統治時期的紋章，即為一隻雙頭鷹，寫著 M. T. 的字樣。在這個紋章的右方是一個紅白紅的盾牌和施蒂里亞黑豹組合而成的紋章，這是此城市從1453年到1463年所使用的紋章。皇帝弗里德里希三世在1463年「改進」了此城市的紋章，創造了一個至今仍在使用的城市象徵：用黑色和金色的皇冠加冕的神聖羅馬帝國雙鷹。

## 周遭
城门外的區域最初受到多瑙河洪水的威脅，後來在拆除城牆的同時形成了防洪的保護措施。石門的內側就有一個紀念1573年災難的紀念碑，當時一場雷雨形成了大洪水。在斯坦因門附近有一個同名的購物中心。

## 其他
1960年2月1日，奥地利郵政發行了一張價值3.40先令的通用邮票，隨著奧利地利古蹟郵票系列一起推出。

## 外部連結
- krems.gv.at官方網站上的斯坦因門 （页面存档备份，存于）